# Посёлок Спортбазы
Посёлок Спортбазы — посёлок в Троицком административном округе Москвы  (до 1 июля 2012 года был в составе Подольского района Московской области). Входит в состав поселения Щаповское. С 1953 года в посёлке размещается учебно-спортивный центр Олимпийской подготовки.

## Население
| 2002 | 2006 | 2010 |
| ---- | ---- | ---- |
| 465  | ↗480 | ↘407 |

Согласно Всероссийской переписи, в 2002 году в посёлке проживало 465 человек (201 мужчина и 264 женщины).

## География
Посёлок Спортбазы расположен примерно в 51 км к юго-западу от центра Москвы. У западной границы посёлка протекает река Моча. В километре к востоку от посёлка проходит Московское малое кольцо. Ближайшие населённые пункты — деревни Сатино-Татарское и Дмитрово.

## Достопримечательности
- Усадьба булочника Дмитрия Филиппова (1904, архитектор Н. А. Эйхенвальд). Особняк расположен в центре частично сохранившегося парка, окруженного валами средневекового Родневского городища, что на месте бывшего города Перемышля. В доме, где ранее размещался медицинский центр учебно-спортивной базы Олимпийской подготовки, сохранились интерьеры парадной лестницы и богатый лепной декор на стенах и потолках залов. По состоянию на март 2019 года особняк находится в запущенном состоянии и постепенно разрушается[5].